# WX01SH
WX01SH（ダブリューエックス ぜろいち えすえいち）は、ワイモバイル（旧ウィルコム）向けに供給されたシャープ製PHS（W-OAM）端末である。
「Y!mobile」へのブランド変更後も本端末は従来のウィルコムブランドのままで販売されている。

## 概要
シャープ製のウィルコム向け機種としては、W-ZERO3シリーズ系以外の音声端末としては初の端末である。シャープ製の音声端末としては、他社を含めるとドコモPHSの642S以来となるPHSであり、音声端末はアステルグループでの実績があったが、データ端末もドコモPHSのみの発売だった。
ソフトバンクモバイルから発売された、SoftBank 001SHから、ワンセグ機能やFeliCa機能などを取り払った上で、PHSにリモデルした。このため、PHS端末としては異例の、ARIB-Aコネクタ（ヘッドホンとの統合端子）が採用されている。
また、オリジナル同様「PANTONE」がネーミングされている。本家同様、卓上ホルダは設定されていない。
附属品は電池パックのみで、ACアダプタは別売りとなっている。また、純正オプションはこの2つしか設定されていないため、USBケーブルやヘッドホンなどは他社製のものを用いる形になる。